# Паштетен
Паштетен (њем. Pastetten) општина је у њемачкој савезној држави Баварска. Једно је од 26 општинских средишта округа Ердинг. Према процјени из 2010. у општини је живјело 2.420 становника. Посједује регионалну шифру (AGS) 9177135.

## Географски и демографски подаци
Паштетен се налази у савезној држави Баварска у округу Ердинг. Општина се налази на надморској висини од 508–558 метара. Површина општине износи 22,1 km². У самом мјесту је, према процјени из 2010. године, живјело 2.420 становника. Просјечна густина становништва износи 110 становника/km².